# Paula Hitler
Paula Hitler (Hafeld, Imperio austrohúngaro; 21 de enero de 1896-Hamburgo, Alemania; 1 de junio de 1960) fue la hermana menor del führer alemán Adolf Hitler. Ella y su hermano fueron los únicos que alcanzaron la mayoría de edad, de los seis hijos de Klara Pölzl y Alois Hitler. Falleció a los 64 años.

## Infancia
Nació en Hafeld, Austria en 1896. Nunca se casó ni tuvo hijos. Su padre tenía 60 años en el momento de su nacimiento y falleció cuando ella tenía 6 años. Su padre, Alois, provenía de Waldviertel en la baja Austria. Paula no conoció a ninguno de los miembros de la familia de su padre, pero sí se relacionó con los familiares de su madre.
Su madre fue Klara Pölzl, quien también provenía de Waldviertel y era hija de granjeros de Spital, donde había nacido el 12 de agosto de 1860. La muerte de la madre, en 1907, fue un momento culminante para la vida y relación de los hermanos Hitler, ya que desde aquel momento, Adolf Hitler jamás retornaría al hogar familiar, y por mucho tiempo dejaría de ver a su hermana Paula. 
Paula contó, después de la guerra, que debido a que era mucho más joven que su hermano Adolf, jamás fue tomada en cuenta por este como compañera para sus juegos infantiles, en especial debido a que Adolf jugaba a juegos como policías y ladrones en los que solía interpretar el rol de líder.

## Los años de juventud y la relación con su hermano
Desde que Adolf Hitler dejó la casa materna en 1908, no lo volvió a ver hasta 1921, oportunidad en la que al reencontrarlo le manifestó que no había tenido ni idea sobre qué había sido de él en esos años, ni siquiera después de la Primera Guerra Mundial. Le reclamaba a su hermano el hecho de que su situación afectiva y subsistencia económica le hubiera sido más fácil de llevar, si hubiera sabido que aún contaba con un hermano que la ayudara, a lo cual, respondió Adolf Hitler que él nunca tuvo contacto con ella debido a que no tenía ninguna forma de asistirla económicamente, y que en sus tiempos de vagabundo, tampoco quería significarle una carga mayor, recordándole que, sin embargo, le había donado la mitad de la pensión de cincuenta coronas - que como hijo, le correspondían de la pensión de su padre - para que Paula pudiera continuar con su educación.
En 1921, Hitler fue a encontrarse con ella con el expreso propósito de verla, comportándose entonces de manera encantadora e incluso llevándola de compras: "... a toda mujer le gusta que la lleven de compras...", declaró Paula. A pesar del reencuentro no continuó viendo a Hitler regularmente.
Cerca de un año después de su visita de 1921, volvió a verlo, yendo juntos a visitar la tumba de sus padres cerca de Linz. Volvió a verlo nuevamente en Múnich, en el año 1923, tiempo antes del Putsch de la Cervecería; en esta ocasión, Paula no notó que las actividades políticas le hubieran causado a Hitler un cambio en su forma habitual de ser.
De nuevo visitó a Hitler en el apartamento que este habitaba en la Dirsch Strasse, en Múnich, tiempo durante el cual no tuvo ningún contacto con personas del círculo político de Hitler o del partido nazi, a excepción de Franz Xavier Schwarz, quien entonces era el tesorero del partido. La siguiente oportunidad en que vuelve a ver a Hitler, durante el acto de conmemoración del día de la fundación del Partido Nazi que tuvo lugar en Núremberg, Paula estuvo presente, pero no como "la hermana de Hitler", sino como cualquier otro asistente, e inclusive adquirió su boleto de entrada normalmente. Esto manifiesta que Adolf Hitler nunca demostró tener un sentido de afectividad familiar profundo, posiblemente herencia del carácter de su padre Alois Hitler, incluso que Adolf Hitler nunca se preocupó por conocer o alternar con las relaciones familiares de su línea paterna, y que con los únicos que tuvo trato fue con los familiares de su rama materna, al igual que Paula, puesto que durante toda su vida sólo se habían relacionado con familiares de la línea materna, en especial con las familias Schmied y Koppenstin.
Solía escribir a Adolf Hitler por su cumpleaños, le escribía una carta de salutación, a la cual Hitler le respondía con una nota corta de agradecimiento, acompañándola con un paquete que contenía alguna de las cosas que a su vez él había recibido de otras personas como presente para su cumpleaños, a saber, artículos como jamón español, caramelos, galletas, confituras, etc. [cita requerida]
No tuvo un trato fluido con su medio hermana Mrs. Angela Hamitzon, puesto que vivía casada y con hijos en Dresde, encontrándose con ella años más tarde a su llegada al Hotel Berchtesgadener Hof unos días antes de producirse la llegada de los soldados estadounidenses a ese lugar.
Durante la actividad política de Adolf Hitler en Núremberg, lo visitó en el hotel Deutscher Hof. Hitler raramente le enviaba correspondencia, y cuando lo hacía, sólo le escribía unas pocas palabras y bien precisas.
Tuvo contacto con Hitler una sola vez al año desde 1929 hasta 1941, produciéndose dichos encuentros algunas veces en Viena, otras en Berlín. Desde 1941 en adelante, no volvió a tener contacto personal con Adolf Hitler.
Adolf le sugirió a Paula que se cambiara de nombre durante los juegos Olímpicos en Garmisch, explicándole que quería que se mantuviera en estricto incógnito bajo el apellido "Wolf" (lobo en alemán), que si lo quería, que mantuviera su nombre. Accedió, siendo idea suya (de Paula) y no de Adolf, agregarse el calificativo de "Frau" (Señora), como si su nuevo apellido Wolf fuera producto de su casamiento, lo cual volvía la situación menos sospechosa frente a antiguos conocidos. Así, su pasaporte fue expedido como "Paula Wolf", pero con una fecha errónea de nacimiento, pues figuraba como nacida el 12 de noviembre de 1896 cuando en realidad había nacido en enero de ese año.
Anteriormente a este cambio de apellido, en razón de volverse conocido su vínculo familiar con Adolf Hitler había sido despedida de su puesto en una compañía de seguros radicada en la ciudad de Viena; pagándole Hitler de su bolsillo desde ese momento y hasta el día del "Anschluss" (Anexión de Austria a Alemania) a Paula la suma de 250 marcos mensuales para su subsistencia. Años más tarde, continuó desempeñándose en diversas ocupaciones sin importancia pero bajo el falso apellido "Wolff" es decir como "Frau Paula Wolf".
En una oportunidad pudo conocer personalmente a Eva Braun, mujer de su hermano, pero que no sostuvo relación alguna con ella y su hermano Adolf jamás le habló del tenor de su relación con Eva Braun. Tampoco Paula Hitler fue afiliada o militante del partido nazi, reconociendo que ni la política ni las ideas de su hermano la motivaron a afiliarse al Partido Nazi y que ello tampoco fue el deseo de su hermano, y que de haber sido el caso, ella se hubiera afiliado para complacerlo.
Luego pudo continuar trabajando en Austria, bajo el falso apellido Wolf, y a pesar de ello Hitler no dejó de atender su situación económica, a partir de 1938 dobló el aporte que le pagaba de 250 a 500 marcos mensuales y en la Navidad de cada año le agregaba una suma de 3000 marcos. Todos estos aportes fueron pagados por Hitler de su propio peculio y depositados en un banco a nombre de Paula hasta el día de la muerte de Hitler.
En los últimos años del régimen nazi, trabajó como secretaria en un hospital conocido por Hitler, manifestándole este su total conformidad con dicho empleo y especialmente con el hecho que lo hubiera conseguido ella misma por sus propios esfuerzos. Más tarde abandonó este trabajo por razones de salud viviendo los últimos días de la guerra en la localidad de Berchtesgaden en el hotel Berchtesgaden Hof, hasta el momento del arribo de los soldados estadounidenses, quienes la retuvieron largo tiempo, interrogándola en varias oportunidades.
Con la ayuda económica de su hermano Adolf Hitler, Paula adquirió entre los años 1941 y 1942 una pequeña casa en Weitten, Wachau, una vieja villa que fue restaurando sin la ayuda de ningún arquitecto; dicha casa más tarde fue expropiada por los rusos al momento de la ocupación. Era dueña también de un pequeño apartamento de dos habitaciones en Viena, ocupado por los estadounidenses. Ambas propiedades jamás le fueron devueltas; lo mismo le ocurrió con sus ahorros personales depositados en el banco. Al no ser miembro del partido nazi ni haber desempeñado tareas políticas debía estar fuera del plan general de desnazificación impulsado por los Aliados en la Alemania dividida. Por esta razón, tuvo que vivir desde entonces de la caridad de sus amistades. 
Luego de que fuera liberada por el servicio de inteligencia del ejército estadounidense, regresó a Viena para trabajar en una tienda de arte y artesanía. En diciembre de 1952 se mudó a Berchtesgaden, donde vivió en un apartamento de dos habitaciones para luego mudarse a la ciudad de Hamburgo, donde falleció el 1 de junio de 1960. Fue enterrada en Bergfriedhof (Berchtesgaden).
En la parte final de su primera declaración testimonial ante las tropas estadounidenses se puede leer que, refiriéndose a su hermano Adolf Hitler, expresó: "...Debo honestamente confesar que yo hubiera preferido que él siguiera su ambición original y se convirtiera en arquitecto..." "...El destino final de mi hermano me afectó muchísimo. Él fue mi hermano, no importa qué haya ocurrido. Su final me trajo una indescriptible tristeza como hermana..." (en este punto de su declaración la señorita Hitler rompió en llanto y el interrogatorio finalizó) según señaló el oficial interrogador.